# Jeanne Demessieux
Jeanne Demessieux (13. februar 1921 -11. november 1968) var en fransk komponist og organist.
Hun var elev af Marcel Dupré, og var organist i Paris. Den bedst kendte af hendes orgelkompositioner er "Te Deum".

## Værker

### Orgelværker
- Nativité, op. 4 (1943/44)
- Six Études, op. 5 (1944)
  - Pointes
  - Tierces
  - Sixtes
  - Accords alternés
  - Notes répétées
  - Octaves
- Sept meditations sur le Saint-Esprit, op. 6 (1945-1947)
  - Veni Sancte Spiritus
  - Les Eaux
  - Pentecôte
  - Dogme
  - Consolateur
  - Paix
  - Lumière
- Triptyque, op. 7 (1947)
  - Prélude
  - Adagio
  - Fugue
- Douze Choral-Préludes, op. 8 (1947)
  - Rorate Caeli
  - Dagen ar kommen
  - Attende Domine
  - Stabat Mater
  - Vexilla Regis
  - Hosanna Filio David
  - O Filii
  - Veni Creator Spiritus
  - Ubi Caritas
  - In Manus Tuas
  - Tu Es Petrus
  - Domine Jesu
- Andante (Chant donné) (1953)
- Te Deum, op. 11 (1957/58)
- Répons pour le temps de Pâques: Victimae paschali laudes (1962/63)
- Répons pour les temps liturgiques (1962-66)
  - Répons pour le Temps du Tres-Saint-Rosaire: Ave Maria
  - Répons pour le Temps d’Advent: Consolamini
  - Répons pour le Temps du Saint-Sacrement: Lauda Sion (forste version, 1963)
  - Répons pour le Temps du Saint-Sacrement: Lauda Sion (anden version, 1966)
- Prélude et fugue en ut, op. 13 (1964)

### Værker for orgel og orkester
- Poème, op. 9 (1949)